# Reparto analisi criminologiche
Il Reparto Analisi Criminologiche dell'Arma dei Carabinieri è una struttura facente parte del Raggruppamento Carabinieri Investigazioni Scientifiche (RaCIS). Creato nel 2005, il reparto è preposto ad attività di supporto alle indagini mediante la ricerca di elementi di connessione/analogia con altri fatti delittuosi, suggerimenti investigativi e sulle corrette metodologie di indagini e interrogatorio. Si occupa altresì dell'elaborazione di un profilo criminologico dell'autore sconosciuto del reato e gli specialisti del reparto, inoltre, effettuano studi e ricerche sulle tecniche di investigazione, analisi della scena del crimine e analisi del comportamento criminale alimentando una banca dati nazionale sui crimini violenti.
Il Reparto è suddiviso in due sezioni:
- Psicologia: gli specialisti di questo settore si occupano della ricerca di elementi di connessione tra fatti delittuosi, sviluppano metodiche di indagine ed effettuano ricerche sui crimini violenti, sviluppano l'analisi criminale e della scena del crimine, forniscono supporto alle indagini di polizia giudiziaria mediante la realizzazione di profili criminologici, suggerimenti investigativi e ricostruzione dei fatti delittuosi.
- Atti Persecutori: la sezione, creata recentemente, è specializzata al contrasto dello "stalking" nelle sue varie manifestazioni criminali. Da quella del semplice fidanzato eccessivamente geloso fino alla patologizzazione potenzialmente pericolosa per l'incolumià delle persone.

Fanno parte del Reparto psicologi, psichiatri, criminologi, esperti in tecnologie informatiche e analisi della scena del crimine.